# Mîroliubivka, Vilneansk
Mîroliubivka (în ucraineană Миролюбівка) este un sat în comuna Mîhailo-Lukașeve din raionul Vilneansk, regiunea Zaporijjea, Ucraina.

## Demografie
Componența lingvistică a localității Mîroliubivka
     Ucraineană (89,71%)
     Rusă (8,23%)
     Alte limbi (0,21%)
Conform recensământului din 2001, majoritatea populației localității Mîroliubivka era vorbitoare de ucraineană (89,71%), existând în minoritate și vorbitori de rusă (8,23%).